# Muzeum Arthura M. Sacklera
Muzeum Arthura M. Sacklera je muzeum asijského umění, jedno ze tří Harvardových uměleckých muzeí. Nachází se v Cambridge, Massachusetts, Spojených státech amerických.
Otevřeno bylo roku 1985. Muzeum vystavuje významnou kolekci asijského umění, především čínských nefritových artefaktů (nejrozsáhlejší sbírka mimo Čínu), japonských starých tisků surimono, čínských bronzů, obřadních zbraní, buddhistických soch, čínské a korejské keramiky a dalších.
Rozsáhlé jsou i sbírky antického, byzantského a blízkovýchodního umění. Muzeum rovněž vlastní malby, kaligrafii a manuskripty původem z islámského světa a Indie, se zvláštním důrazem na rádžpútské umění a islámskou keramiku od 8. do 19. století.